# ぶっちぎりNO文句
『ぶっちぎりNO文句』（ぶっちぎりノーもんく）は、1983年11月21日にリリースされた、覆面歌手XQS（エクスキューズ）のシングル。レコード規格品番:ETP-17543。

## 概要
レコードのジャケットには、ギターを抱えた人物のネガ写真とともに「みんなみんな知っている、だけど誰だかわからない。だ、誰だ！」と書かれており、XQSの正体が著名な歌手である事を示唆している。曲のプロモーション映像は、穴のあいた角底袋で頭部を覆い、黒のタキシード、黒のタイツに革靴という格好で華麗なステップを踏みながらディドリー・ビートのヒーカップ唱法で歌唱するというもので、ジャケット内には歌詞の他に藤村俊二の振付による「BUCCI-GUILI DANCE」の踊り方のイラストが封入されていた。一方、B面の「おとなの童話 〜今だからいうけれど〜」は一転してシリアスな曲調となっている。なお、XQSはこのシングル限りで活動停止した。
後に、XQSの正体が坂本九であることが明かされた。当時は、シンガーソングライターの台頭によって職業作家の曲を歌うのが流行らなくなり、大スターの坂本でもレコードを出してもらえないという状況にあった。崖っぷちと思っていた坂本は、それまで坂本の曲の作詞を担当していた永六輔から「坂本九という名前に頼っているから売れないんじゃないか」と言われたことで覆面歌手として出ることを決め、スーパーの袋を被るくらいの気持ちでやろうという気概を持って取り組んだ。

## 収録曲
| 坂本九のオフィシャルサイトでは、『ぶっちぎりNO文句』の歌手がXQSとなっているのに対し、『おとなの童話 〜今だからいうけれど〜』の歌手は坂本九となっている。全作詞: 阿久悠、全作曲・編曲: 井上大輔。 |                                         |        |            |
| # | タイトル                                | 作詞   | 作曲・編曲 |
| A. | 「ぶっちぎりNO文句 ☆SUSHI BAR」         | 阿久悠 | 井上大輔   |
| B. | 「おとなの童話 〜今だからいうけれど〜」 | 阿久悠 | 井上大輔   |